# S.Oliver
s.Oliver (формально S.Oliver Bernd Freier GmbH & Co. KG) — немецкая компания моды, которая продаёт одежду, обувь, аксессуары, украшения, ароматы и очки по всему миру. Штаб-квартира находится в Роттендорфе (Бавария). Компания была основана в 1969 году Берндом Фрайером как небольшой бутик в Вюрцбурге, площадью в 25 квадратных метров; первоначально называлась «sir Oliver» («сэр Оливер») в честь героя романа Чарльза Диккенса Оливера Твиста. Новый головной офис в Роттенфорде, рассчитанный на 2000 сотрудников, был завершён в сентябре 2008 года; Фрайер продолжал управлять компанией до 2014 года. По данным на 2018 год в компании работало 6800 человек, а её доход составлял 1,5 миллиарда евро. Именем компании названа улица в Роттендорфе — s.Oliver-Straße.